# العلاقات الجنوب إفريقية الكينية
العلاقات الجنوب أفريقية الكينية هي العلاقات الثنائية التي تجمع بين جنوب أفريقيا وكينيا.

## مقارنة بين البلدين
هذه مقارنة عامة ومرجعية للدولتين:
| وجه المقارنة                                              | جنوب أفريقيا | كينيا                         |
| --------------------------------------------------------- | --- | ----------------------------- |
| المساحة (كم2)                                             | 1.22 مليون | 581.31 ألف                    |
| عدد السكان (نسمة)                                         | 57.73 مليون | 48.47 مليون                   |
| الكثافة السكانية (ن./كم²)                                 | 47.32 | 83.38                         |
| العاصمة                                                   | بريتوريا، بلومفونتين، كيب تاون | نيروبي                        |
| اللغة الرسمية                                             | لغة إنجليزية، اللغة الأفريقانية، اللغة النديبلي الجنوبية، اللغة السوثو الشمالية، اللغة السوتية، لغة سوازي، اللغة التسونجا، اللغة التسوانية، اللغة الفيندية، اللغة الكوسية، اللغة الزولوية | اللغة السواحلية، لغة إنجليزية |
| العملة                                                    | راند جنوب أفريقي | شيلينغ كيني                   |
| الناتج المحلي الإجمالي (بليون دولار)                      | 349.42 مليار | 74.94 مليار                   |
| الناتج المحلي الإجمالي (تعادل القوة الشرائية) بليون دولار | 725.91 مليار | 142.24 مليار                  |
| الناتج المحلي الإجمالي الاسمي للفرد دولار أمريكي          | 5.72 ألف | 1.38 ألف                      |
| الناتج المحلي الإجمالي للفرد دولار أمريكي                 | 13.05 ألف | 2.95 ألف                      |
| مؤشر التنمية البشرية                                      | 0.666 | 0.548                         |
| رمز المكالمات الدولي                                      | +27 | +254                          |
| رمز الإنترنت                                              | .za | .ke                           |
| المنطقة الزمنية                                           | ت ع م+02:00، أفريقيا/جوهانسبرغ ‏ | ت ع م+03:00                   |

## منظمات دولية مشتركة
يشترك البلدان في عضوية مجموعة من المنظمات الدولية، منها:
| علم المنظمة | اسم المنظمة                                                | تاريخ انضمام جنوب أفريقيا | تاريخ انضمام كينيا |
| ----------- | ---------------------------------------------------------- | ------------------------- | ------------------ |
|             | وكالة ضمان الاستثمار متعدد الأطراف                         | 10 مارس 1994              | 28 نوفمبر 1988     |
|             | الأمم المتحدة                                              | 7 نوفمبر 1945             | 16 ديسمبر 1963     |
|             | العملية المشتركة للاتحاد الأفريقي والأمم المتحدة في دارفور | ?                         | ?                  |
|             | دول الكومنولث                                              | 11 ديسمبر 1931            | 12 ديسمبر 1963     |
|             | الفريق المعني برصد الأرض                                   | ?                         | ?                  |
|             | منظمة حظر الأسلحة الكيميائية                               | ?                         | ?                  |
|             | منظمة التجارة العالمية                                     | 1995                      | 1995               |
|             | منظمة الشرطة الجنائية الدولية                              | ?                         | ?                  |
|             | الاتحاد الأفريقي                                           | 6 يونيو 1994              | 13 ديسمبر 1963     |
|             | البنك الإفريقي للتنمية                                     | ?                         | ?                  |
|             | مؤسسة التنمية الدولية                                      | 12 أكتوبر 1960            | 3 فبراير 1964      |
|             | يونسكو                                                     | 4 نوفمبر 1946             | 7 أبريل 1964       |
|             | مجموعة دول أفريقيا والكاريبي والمحيط الهادئ                | ?                         | ?                  |
|             | الاتحاد البريدي العالمي                                    | ?                         | ?                  |
|             | البنك الدولي للإنشاء والتعمير                              | 27 ديسمبر 1945            | 3 فبراير 1964      |
|             | الاتحاد الدولي للاتصالات                                   | 1910                      | 11 أبريل 1964      |
|             | مؤسسة التمويل الدولية                                      | 3 أبريل 1957              | 3 فبراير 1964      |

## أعلام
هذه قائمة لبعض الشخصيات التي تربطها علاقات بالبلدين:
- أوسكار بيستوريوس (منافِس أوليمبي جنوب أفريقي، 22 نوفمبر 1986[20] – )

## وصلات خارجية
- موقع وزارة الخارجية الجنوب أفريقية
- موقع وزارة الخارجية الكينية